# تاي وينيارد
تاي وينيارد (بالإنجليزية: Tai Wynyard)‏ مواليد 5 فبراير 1998 في أوكلاند، هو لاعب كرة سلة نيوزلندي. بدأ مسيرته الاحترافية في سنة 2014. يحمل الرقم 14. يبلغ طوله 6 قدم 10 بوصة (2.1 م). لعب مع سوبر سيتي رينجرز في الدوري النيوزيلندي لكرة السلة ونيو زيلاند بريكرز في الدوري الأسترالي لكرة السلة.

## روابط خارجية
- تاي وينيارد على موقع fiba3x3.com (الإنجليزية)
- تاي وينيارد على موقع كرة السلة الأوروبية.كوم (الإنجليزية)
- تاي وينيارد على موقع كلية كرة السلة في سبورتس رفرنس.كوم (الإنجليزية)
- تاي وينيارد على موقع ريلجم (الإنجليزية)
- تاي وينيارد على موقع بروبوليرز (الإنجليزية)
- تاي وينيارد على موقع سبورتس رفرنس (الإنجليزية)